# Sudhoffs Archiv

Sudhoffs Archiv, depuis 1969 avec le sous-titre Zeitschrift für Wissenschaftsgeschichte, est une revue scientifique et historique qui est fondée par l'historien médical Karl Sudhoff comme Archiv für Geschichte der Medizin en 1907. Il est publié aujourd'hui par Franz Steiner Verlag.
Des monographies sont publiées sous forme de suppléments depuis 1961, éditées par Peter Dilg, Menso Folkert, Gundolf Keil, Fritz Krafft et Rolf Winau.
Le magazine est temporairement connu sous les titres suivants:
- Archiv für Geschichte der Medizin, éd. Fondation Puschmann à l'Université de Leipzig, édité par Karl Sudhoff, Barth, Leipzig: Numéros 1 (1907/08) - 16 (1924/25)
- Sudhoffs Archiv für Geschichte der Medizin, Barth, Leipzig: numéros 21 (1929) - 26 (1933)
- Sudhoffs Archiv für Geschichte der Medizin und der Naturwissenschaften, Steiner, Wiesbaden,  (ISSN 0931-9425) : Numéros 27 (1934/35) – 49 (1965)
- Sudhoffs Archiv. Zeitschrift für Wissenschaftsgeschichte, Steiner, Stuttgart,  (ISSN 0039-4564) : à partir du numéro 50 (1966)

## Anciens rédacteurs et éditeurs (sélection)
- Walter von Brunn (de)
- Peter Dilg (de)
- Albert Esser (de)
- Menso Folkerts
- Gundolf Keil
- Fritz Krafft (de)
- Rudolf Schmitz (de)
- Paul U. Unschuld (de)
- Rolf Winau (de)